# 小行星23768
小行星23768（23768 Abu-Rmaileh）是一颗绕太阳运转的小行星，为主小行星带小行星。该小行星于1998年6月19日发现。

## 轨道参数
小行星23768的轨道半长轴为342 688 645 km，2.2906995 UA，离心率为0.1010021。